# AF-UVAS Serie A7 2011
La AF-UVAS Serie A7 2011 è la 2ª edizione ufficiale (3ª effettiva) dell'omonimo torneo di football a 7.
I Milovice Wolfs si sono ritirati dal torneo.

## Squadre partecipanti
| Club             | Città    | Stadio | Sponsor ufficiale | Risultato nella stagione 2010 |
| ---------------- | -------- | ------ | ----------------- | ----------------------------- |
| Milovice Wolfs   | Milovice |        |                   |                               |
| Prague Béčko     | Praga    |        |                   |                               |
| Prague Mustangs  | Praga    |        |                   |                               |
| Trutnov Rangers  | Trutnov  |        |                   |                               |
| Vochov Tornadoes | Vochov   |        |                   |                               |
| Znojmo Knights   | Znojmo   |        |                   |                               |

## Stagione regolare

### Calendario

#### Hoof Bowl
| Praga 14 maggio 2011, ore 9:00 | Prague Mustangs | 7 – 6 | Prague Béčko |  |

| Praga 14 maggio 2011, ore 9:30 | Vochov Tornadoes | 12 – 0 | Trutnov Rangers |  |

| Praga 14 maggio 2011, ore 10:00 | Znojmo Knights | 13 – 12 | Prague Mustangs |  |

| Praga 14 maggio 2011, ore 10:30 | Vochov Tornadoes | 13 – 7 | Prague Béčko |  |

| Praga 14 maggio 2011, ore 11:00 | Znojmo Knights | 19 – 6 | Trutnov Rangers |  |

| Praga 14 maggio 2011, ore 11:30 | Vochov Tornadoes | 20 – 0 | Prague Mustangs |  |

| Praga 14 maggio 2011, ore 12:00 | Znojmo Knights | 6 – 7 | Prague Béčko |  |

| Praga 14 maggio 2011, ore 12:30 | Prague Mustangs | 20 – 7 | Trutnov Rangers |  |

| Praga 14 maggio 2011, ore 13:00 | Znojmo Knights | 13 – 6 | Vochov Tornadoes |  |

| Praga 14 maggio 2011, ore 13:30 | Prague Béčko | 13 – 7 | Trutnov Rangers |  |

### Classifica
La classifica della regular season è la seguente:
- PCT = percentuale di vittorie, G = partite giocate, V = partite vinte,  P = partite perse, PF = punti fatti, PS = punti subiti

| Pos. | Squadra          | Punti | G  | V | N | P | PF  | PS  |
| ---- | ---------------- | ----- | -- | - | - | - | --- | --- |
| 1    | Prague Béčko     | 16    | 11 | 7 | 0 | 4 | 144 | 60  |
| 2    | Vochov Tornadoes | 13    | 10 | 8 | 0 | 2 | 113 | 59  |
| 3    | Prague Mustangs  | 13    | 9  | 4 | 0 | 5 | 83  | 92  |
| 4    | Znojmo Knights   | 10    | 6  | 4 | 0 | 2 | 112 | 41  |
| 5    | Trutnov Rangers  | 9     | 10 | 1 | 0 | 9 | 73  | 177 |
| -    | Milovice Wolfs   | 2     | ?  | ? | ? | ? | 27  | 61  |

## II Rice Bowl
| 15 ottobre 2011 | Prague Béčko | 7 – 6 | Vochov Tornadoes |  |

## Verdetti
- Prague Béčko Vincitori della AF-UVAS Serie A7 2011